# Joseph Vignes
Joseph Vignes, dit Pépé Vignes, né le 24 novembre 1920 à Paris et mort le 27 janvier 2007 à Millas (Pyrénées-Orientales), est un créateur d'art brut français.

## Biographie
Fils de tonnelier, Joseph Vignes est le deuxième d'une famille de cinq enfants. Jeune homme, il est accordéoniste dans les bals publics, chanteur et vit de petits boulots. À la suite d'une grève dans l’usine où il est employé, il décide de quitter Paris pour s’installer dans le village d’Elne, dans les Pyrénées-Orientales.
C'est là que, dans les années 1960, il se met à dessiner, d'abord avec des stylos à bille et des crayons de couleurs, puis avec des feutres, sur des feuilles de papier, du papier kraft, des morceaux de carton ou des chutes de contreplaqué. Atteint d'une forte myopie, il dessine le visage très près de la feuille. Ses thèmes favoris sont les fleurs, les bateaux, les poissons, les voitures, les avions, les trains, les ballons de rugby, les églises, les baleines, les instruments de musique, les cuisinières à gaz et les cœurs qui se retrouvent sur presque tous ses dessins. Il accumule les dessins qui s'entassent dans des placards, sous les lits, sur les armoires, puis, après quelque temps, sont soigneusement rangés dans des sacs en plastique dans sa cave. À partir de 1971, il réalise aussi 3 000 « bons points » qu'il distribue à ceux qu'il aime. Découvert par Claude Massé en 1974, son surnom, Pépé, viendrait du diminutif de Josep (Pep en catalan). Un ensemble d'œuvres de Joseph Vignes (donation Claude Massé) se trouve au Musée de la Création Franche à Bègles (Gironde), au LAMLille Métropole Musée d'Art moderne, d'Art contemporain et d'Art brut à Villeneuve d'Ascq ainsi qu'à la collection de l'Art Brut à Lausanne.

## Filmographie
- Pépé Vignes - L'art brut, de Jean Bene et Alexandre Valenti, 13 min, DAP - Centre National des Arts Plastiques, 1988
- L'Art "Autre" Claude Massé de Pierre Guy écrit par Christian Delacampagne  - 26 min - Altamira - Les films de la Caverne - Montpellier 2000